# Michel Gagneux
 (août 2009).
Si vous disposez d'ouvrages ou d'articles de référence ou si vous connaissez des sites web de qualité traitant du thème abordé ici, merci de compléter l'article en donnant les références utiles à sa vérifiabilité et en les liant à la section « Notes et références ».
Pour les articles homonymes, voir Gagneux.
Michel Gagneux, haut fonctionnaire, ancien élève de l'ENA de la promotion Voltaire, est inspecteur général des Affaires Sociales. Ancien collaborateur de Pierre Bérégovoy, puis de Georgina Dufoix alors ministre des Affaires sociales et de la Solidarité Nationale, Michel Gagneux a dirigé plusieurs organismes publics et parapublics tout au long de sa carrière.
Au titre de ses fonctions de membre de l'inspection générale des affaires sociales, il est l’auteur ou coauteur de divers rapports ayant contribué à orienter l’action publique dans les domaines de la santé et du social. Dans la période récente, il est l’auteur de trois rapports majeurs relatifs à la politique nationale de santé numérique.
Le 9 février 2009, il a été nommé président du conseil d'administration du GIP DMP, devenu l’agence pour les systèmes d’information partagés de santé (ASIP Santé) en juillet 2009, organisme chargé du Dossier Médical Personnel.
Michel Gagneux a, par ailleurs, présidé le jury du concours des directeurs d'hôpital en novembre 2004,2005 et 2006.

## Biographie
Né en 1952, Michel Gagneux intègre l’inspection générale des affaires sociales en 1980, à la sortie de l’ENA.
En 1982, il est le coauteur, avec M. Jean Lasry, conseiller d’État, d’un Rapport dressant le bilan de la politique en direction des personnes handicapées. De 1982 à 1986, il poursuit sa carrière au ministère des Affaires Sociales et de la Solidarité Nationale, en occupant successivement les fonctions de chef de cabinet de Nicole Questiaux, de conseiller technique de Pierre Bérégovoy, puis de directeur du cabinet de Georgina Dufoix. Dans le cadre de ses responsabilités, Michel Gagneux contribue notamment à la mise en œuvre du programme de simplification de la sécurité sociale, qui donnera jour à une nouvelle feuille de soins, à la généralisation de l’ordonnance dupliquée, à la centralisation des données permettant la reconstitution des carrières au bénéfice des futurs retraités, ainsi qu’à l’expérimentation des premières cartes à puces d’assurés sociaux, qui donnera lieu ensuite à la mise en œuvre de la carte Vitale.
En 1986, Michel Gagneux devient Président-Directeur général de la Société nationale de construction pour le logement des travailleurs (Sonacotra), poste qu’il occupera jusqu'à sa démission en 1992. Un rapport de la Cour des comptes mettant en cause la gestion de la société sous sa présidence, la Sonacotra porte plainte contre lui, le 10 février 1993, pour « abus de confiance, abus de biens sociaux et abus de pouvoirs ». Cette plainte a débouché sur une ordonnance de non lieu le  20 février 1995, sans que l'intéressé n'ait été inculpé.
Par la suite, il exercera différentes responsabilités de direction en entreprises et dans le conseil en stratégie d’entreprise, avant de reprendre ses fonctions à l’inspection générale des affaires sociales en 1996.
En 1999, il remet au CNT (Conseil national du tourisme) un rapport intitulé « Faciliter la rencontre entre les touristes handicapés et les professionnels ».
Au sein de l’inspection générale des affaires sociales, il assure notamment les fonctions de président des comités des pairs (instances de contrôle qualité des rapports au sein de l’inspection générale), pour la Santé (2000 à 2002) et la Protection sociale (2003 à 2007).
Michel Gagneux a également été membre (juin 2005 à mai 2010) du Comité interministériel d’audit des programmes (CIAP), dans le cadre de l’application de la loi organique relative aux lois de finances.
Ces dernières années, Michel Gagneux a contribué à la définition stratégique de la politique et de la gouvernance nationales en matière de santé numérique.
Entre 2007 et 2009, il remet successivement 3 rapports à la ministre de la Santé, Roselyne Bachelot-Narquin, qui préconisent une série de recommandations et d’orientations stratégiques : 
- « Revue de projet du Dossier médical personnel », en 2007[5].
- « Pour un dossier patient virtuel et partagé et une stratégie nationale des systèmes d’information », en 2008, dans le cadre d’une mission de relance du projet de Dossier médical personnel[6].
- « Douze propositions pour refonder la gouvernance de la politique d’informatisation du système de santé », en 2009[7].

Dans le cadre de ces travaux, Michel Gagneux souligne la nécessité de mettre en place une gouvernance stratégique pérenne pour assurer le développement des systèmes d’information de santé dans un contexte technique, juridique et organisationnel unifié et stabilisé.
Ces préconisations donneront naissance à la création de l’Agence pour les systèmes d’information partagés de santé (ASIP Santé) en juillet 2009, puis, au sein du ministère chargé de la santé, de la Délégation à la stratégie des systèmes d’information de santé (DSSIS), dont Michel Gagneux a assuré la préfiguration au cours de l’année 2011.
Depuis 2009, Michel Gagneux est Président du conseil d'administration de l’ASIP Santé. De décembre 2013 à sa retraite en mars 2018, il assure également la direction de cette agence,.

### Engagements citoyens
Michel Gagneux est par ailleurs président de l'Association fleurysienne Culture & Patrimoine et dirige la publication de la revue de cette association : Les Cahiers du Rebais.